# Loppersumer Meer
Das Loppersumer Meer liegt nordöstlich des namensgebenden Ortes Loppersum in Ostfriesland. Es ist ein flaches Stillgewässer mit 13 Hektar offener Wasserfläche sowie Röhrichtverlandungszonen, das in direkter Nachbarschaft zum Großen Meer inmitten der ostfriesischen Moormarsch gelegen ist. Es ist von Acker- und Grünlandbereichen (Feuchtwiesen) umgeben. Das gesamte Gebiet war mit circa 53,5 Hektar Größe seit 1988 Naturschutzgebiet. Zum 10. Oktober 2020 ging das Gebiet im neu ausgewiesenen Naturschutzgebiet „Großes Meer, Loppersumer Meer“ auf.
Das „Meer“ (so heißen in Ostfriesland die Binnenseen) ist von ausgeprägten Schilf-/ Röhrichtflächen umsäumt, wobei allerdings nicht alle Zonen direkt mit der Wasserfläche des Meeres in Verbindung stehen (am Westufer verläuft zwischen Röhricht und Wasserkörper ein sog. „Tief“, also ein breiter Stichgraben).
Besondere Bedeutung hat das Gebiet für Vogelarten wie Rohrammer, Rohrweihe, Bartmeise, Haubentaucher, Teichrohrsänger, Schilfrohrsänger und zahlreiche Entenarten.